# Miss Bolivia
Miss Bolivia es un concurso de belleza nacional en Bolivia dirigido por Gloria Suárez de Limpias, que se celebra anualmente desde 1959. Este certamen es responsable de seleccionar a las representantes del país al Miss Universo, Miss Mundo, Miss Internacional, Miss Tierra, Miss Supranacional, Miss Grand Internacional, Miss Continentes Unidos, entre otros certámenes de belleza del mundo.
El concurso era transmitido en directo para América Latina a través el canal Unitel (hasta 2017), con versiones corregidas en los Estados Unidos por canales de televisión por cable. Tradicionalmente el concurso dura alrededor de 2 horas, sin embargo el certamen es precedido un mes antes con acontecimientos preliminares, actos oficiales y presentaciones, incluyendo títulos previos (mejor silueta, mejor rostro, mejor sonrisa, entre otros).

## Historia

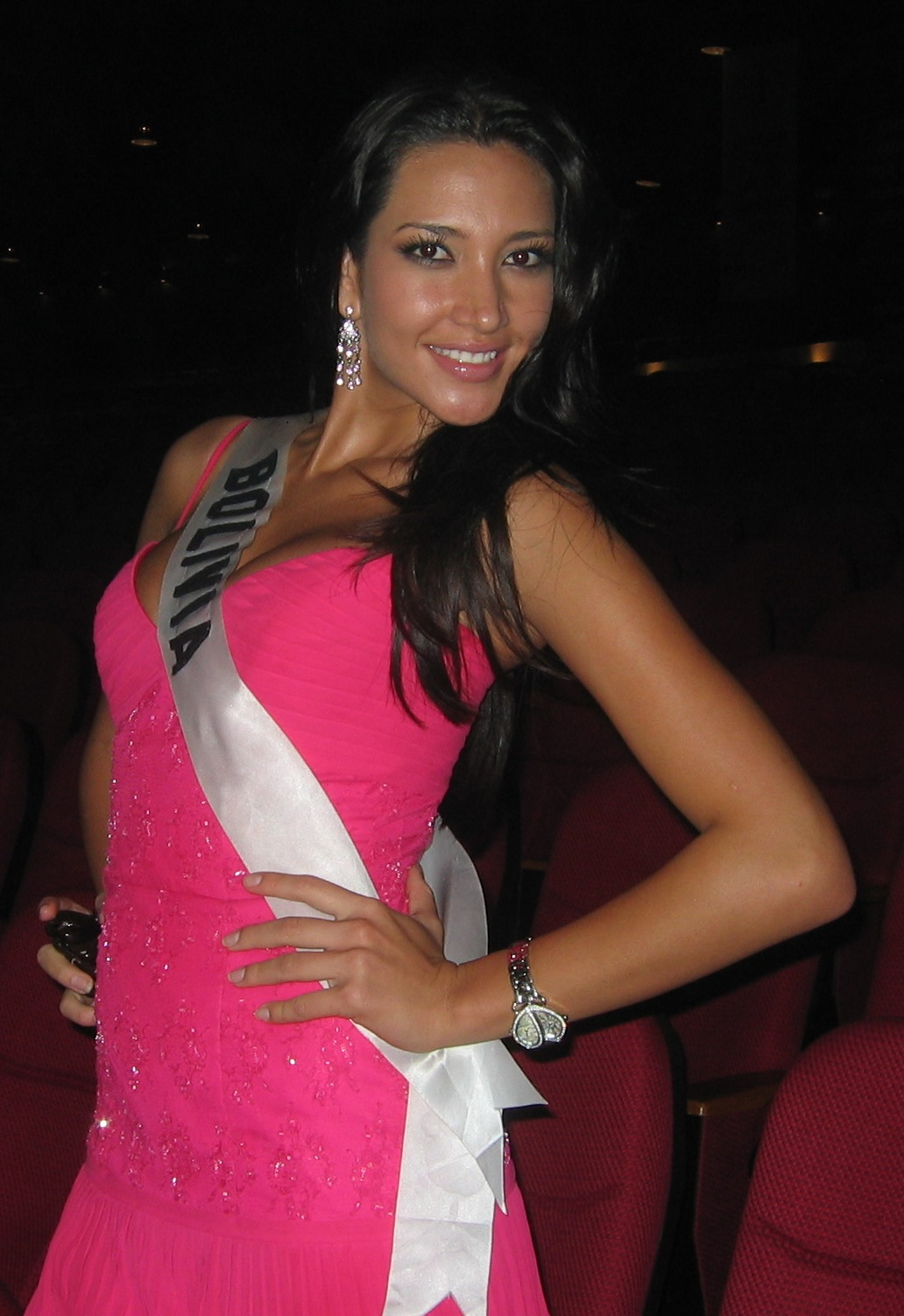
Katherine David, Miss Bolivia Universo 2007.

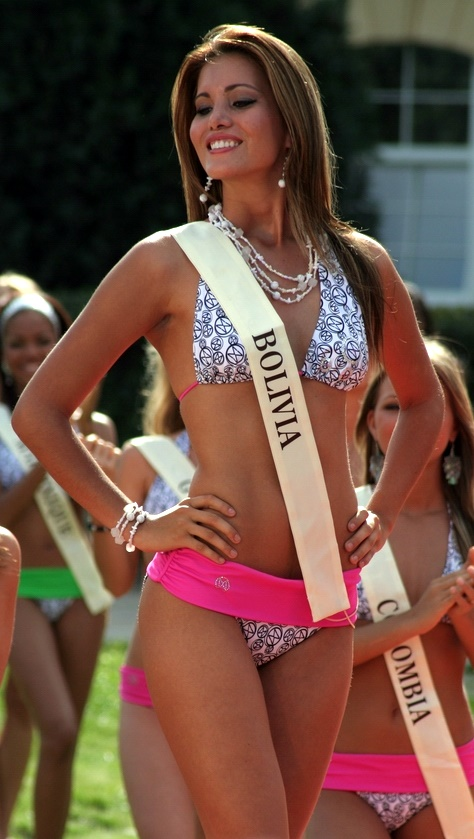
Ana María Ortiz, Miss Bolivia Mundo 2006.

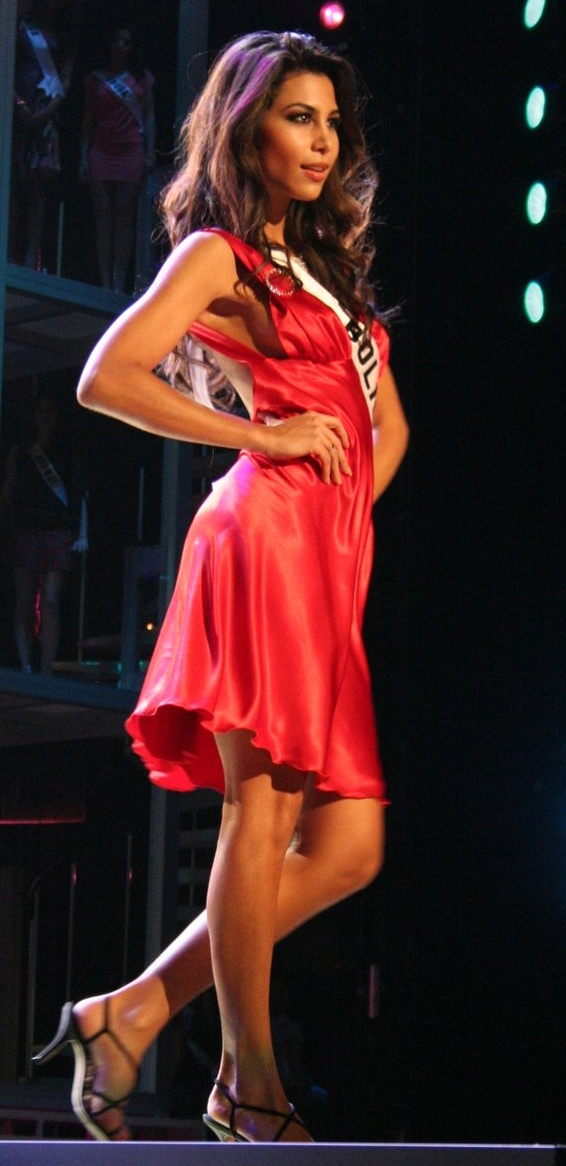
Jessica Jordan Burton, Miss Bolivia Universo 2006.

El certamen Miss Bolivia nació en el año 1963, por iniciativa del empresario Manolín Holguín con sede en la ciudad de La Paz, con el propósito publicitario de enviar a una representante boliviana al Miss Universo, en Long Beach (Estados Unidos), el cual había sido creado por la empresa Pacific Mills para promocionar su marca de bikinis Catalina.
En el año 1979 se dio el cambio de organizadores y desde entonces la empresa de moda y belleza Promociones Gloria, que está bajo la dirección de Gloria Suárez de Limpias, es la responsable de la organización del evento, con sede en Santa Cruz de la Sierra.
Pese a que Bolivia ha ganado y clasificado en muchos certámenes, no ha logrado ganar el Miss Universo, Miss Mundo ni Miss Internacional.

## Clasificación de títulos en el Miss Bolivia
En el Miss Bolivia participan las misses que tienen el título de algún departamento del país.
Aunque «miss» y «señorita» significan lo mismo por traducción del inglés al español, en Bolivia el título de miss es superior al de señorita en los certámenes locales, pero en el certamen nacional no tiene importancia alguna ya que todas compiten en las mismas condiciones.
Normalmente son dos las candidatas que representan a un departamento, con los títulos de «miss» y «srta.» seguidos del nombre del departamento. Santa Cruz es el departamento que más concursantes envía: Miss Santa Cruz, Srta. Santa Cruz, Miss Litoral y Srta. Litoral. Aleatoriamente por cada año, alguno de los demás departamentos tiene la oportunidad de enviar a una tercera participante.
Es preciso mencionar que las representantes del Litoral Boliviano son candidatas al certamen nacional nacidas en Santa Cruz de la Sierra, por esa misma razón Santa Cruz tiene el récord en coronas obtenidas en el certamen nacional, haciendo un total de 21 títulos. Santa Cruz ha logrado obtener la corona de forma consecutiva desde 1980 a 1982, 1987 y 1988, de 1994 al 2000, del 2002 al 2005 y del 2012 al 2013 y por último logró obtener la corona nacional el 2015. Sin embargo las representantes del Litoral Boliviano han logrado obtener la corona de Miss Bolivia de forma interrumpida.

### Departamentos oficiales (10)
| Departamento      | Título\|-               |
| Beni              | Miss Beni               |
| Beni              | Srta. Beni              |
| Beni              | Miss Amazonia           |
| Beni              | Miss Perla del Mamore   |
| Beni              | Miss Moxitania          |
| Cochabamba        | Miss Cochabamba         |
| Cochabamba        | Srta. Cochabamba        |
| Cochabamba        | Miss Valle              |
| Cochabamba        | Srta. Valle             |
| Chuquisaca        | Miss Chuquisaca         |
| Chuquisaca        | Srta. Chuquisaca        |
| Chuquisaca        | Miss La Plata           |
| Chuquisaca        | Miss Sucre              |
| Chuquisaca        | Miss Capital            |
| La Paz            | Miss La Paz             |
| La Paz            | Srta. La Paz            |
| La Paz            | Miss Titicaca           |
| La Paz            | Miss Illimani           |
| La Paz            | Srta. Illimani          |
| LLanos Tropicales | Miss Llanos Tropicales  |
| LLanos Tropicales | Srta. LLanos Tropicales |
| Litoral           | Miss Litoral            |
| Litoral           | Srta. Litoral           |

| Departamento | Título\|-                |
| Oruro        | Miss Oruro               |
| Oruro        | Srta. Oruro              |
| Oruro        | Miss Sajama              |
| Oruro        | Miss Altiplano           |
| Oruro        | Srta. Altiplano          |
| Pando        | Miss Pando               |
| Pando        | Srta. Pando              |
| Pando        | Miss Perla del Acre      |
| Potosí       | Miss Potosí              |
| Potosí       | Srta. Potosí             |
| Potosí       | Miss Cerro Rico          |
| Potosí       | Miss Villa Imperial      |
| Potosí       | Srta. Villa Imperial     |
| Santa Cruz   | Miss Santa Cruz          |
| Santa Cruz   | Srta. Santa Cruz         |
| Santa Cruz   | Miss Chaco               |
| Santa Cruz   | Miss Bicentenario        |
| Santa Cruz   | Srta. Bicentenario       |
| Tarija       | Miss Tarija              |
| Tarija       | Srta. Tarija             |
| Tarija       | Miss Andalucía           |
| Tarija       | Srta. Andalucía          |
| Residentes   | Miss Residentes Bolivia  |
| Residentes   | Srta. Residentes Bolivia |

## Representación en los Cinco concursos más importantes

### Miss Universo
: Declarada como ganadora
     : Terminó como finalista
     : Terminó como una de las semifinalistas o cuartofinalistas
     : Terminó como ganadora de premios especiales
| N.º                         | Año  | Departamento de | Miss Bolivia Universo                     | Participación en el Miss Universo                                                                 | Posición obtenida en el Miss Universo                                                             | Premios especiales                                                                                |
| --------------------------- | ---- | --------------- | ----------------------------------------- | ------------------------------------------------------------------------------------------------- | ------------------------------------------------------------------------------------------------- | ------------------------------------------------------------------------------------------------- |
| DÉCADA DE 1950 (Años 50s)   |      |                 |                                           |                                                                                                   |                                                                                                   |                                                                                                   |
| 1°                          | 1955 | Pando           | Consuelo Díaz Lima                        | No participó en el Miss Universo 1955                                                             | No participó en el Miss Universo 1955                                                             | No participó en el Miss Universo 1955                                                             |
| 2°                          | 1956 | Cochabamba      | Ana María Pacheco                         | No participó en el Miss Universo 1956                                                             | No participó en el Miss Universo 1956                                                             | No participó en el Miss Universo 1956                                                             |
| 3°                          | 1957 | La Paz          | Rosario Samsò                             | No participó en el Miss Universo 1957                                                             | No participó en el Miss Universo 1957                                                             | No participó en el Miss Universo 1957                                                             |
| 4°                          | 1958 | Tarija          | María Luisa Caso                          | No participó en el Miss Universo 1958                                                             | No participó en el Miss Universo 1958                                                             | No participó en el Miss Universo 1958                                                             |
| 5°                          | 1959 | La Paz          | Corina Taborga                            | Participó en el Miss Universo 1959                                                                | No Clasificó                                                                                      | No Obtuvo Ningún Premio                                                                           |
| DÉCADA DE 1960 (Años 60s)   |      |                 |                                           |                                                                                                   |                                                                                                   |                                                                                                   |
| 6°                          | 1960 | Cochabamba      | Nancy Aguirre                             | Participó en el Miss Universo 1960                                                                | No Clasificó                                                                                      | No Obtuvo Ningún Premio                                                                           |
| 7°                          | 1961 | Santa Cruz      | Gloria Soruco Suárez                      | Participó en el Miss Universo 1961                                                                | No Clasificó                                                                                      | No Obtuvo Ningún Premio                                                                           |
| 8°                          | 1962 | Santa Cruz      | Gabriela Roca Díaz                        | Participó en el Miss Universo 1962                                                                | No Clasificó                                                                                      | No Obtuvo Ningún Premio                                                                           |
| 9°                          | 1963 | Santa Cruz      | Ana María Velasco Gutiérrez               | Participó en el Miss Universo 1963                                                                | No Clasificó                                                                                      | No Obtuvo Ningún Premio                                                                           |
| 10°                         | 1964 | La Paz          | Olga Mónica del Carpio Oropeza            | Participó en el Miss Universo 1964                                                                | TOP 15                                                                                            | No Obtuvo Ningún Premio                                                                           |
| 11°                         | 1965 | Tarija          | Patricia Estensoro Terrazas               | Participó en el Miss Universo 1965                                                                | No Clasificó                                                                                      | No Obtuvo Ningún Premio                                                                           |
| 12°                         | 1966 | Santa Cruz      | María Elena Borda                         | Participó en el Miss Universo 1966                                                                | No Clasificó                                                                                      | No Obtuvo Ningún Premio                                                                           |
| 13°                         | 1967 | Oruro           | Marcela Montoya García                    | Participó en el Miss Universo 1967                                                                | No Clasificó                                                                                      | No Obtuvo Ningún Premio                                                                           |
| 14°                         | 1968 | Santa Cruz      | Roxana Bowles Chávez                      | Participó en el Miss Universo 1968                                                                | No Clasificó                                                                                      | No Obtuvo Ningún Premio                                                                           |
| 15°                         | 1969 | Cochabamba      | Luz María Rojas                           | Participó en el Miss Universo 1969                                                                | No Clasificó                                                                                      | No Obtuvo Ningún Premio                                                                           |
| DÉCADA DE 1970 (Años 70s)   |      |                 |                                           |                                                                                                   |                                                                                                   |                                                                                                   |
| 16°                         | 1970 | La Paz          | Roxana Brown Trigo                        | Participó en el Miss Universo 1970                                                                | No Clasificó                                                                                      | Mejor Traje Nacional                                                                              |
| 17°                         | 1971 | Chuquisaca      | Ana María Landívar Gantier                | Participó en el Miss Universo 1971                                                                | No Clasificó                                                                                      | No Obtuvo Ningún Premio                                                                           |
| 18°                         | 1972 | Santa Cruz      | Mara Alicia Vargas Vásquez                | Participó en el Miss Universo 1972                                                                | No Clasificó                                                                                      | No Obtuvo Ningún Premio                                                                           |
| 19°                         | 1973 | La Paz          | Roxana Sittic Harb                        | Participó en el Miss Universo 1973                                                                | No Clasificó                                                                                      | No Obtuvo Ningún Premio                                                                           |
| 20°                         | 1974 | Santa Cruz      | Teresa Isabel Callau                      | Participó en el Miss Universo 1974                                                                | No Clasificó                                                                                      | No Obtuvo Ningún Premio                                                                           |
| 21°                         | 1975 | Cochabamba      | Jacqueline Gamarra Sckett                 | Participó en el Miss Universo 1975                                                                | No Clasificó                                                                                      | No Obtuvo Ningún Premio                                                                           |
| 22°                         | 1976 | La Paz          | Carolina Elisa Aramayo Esteves            | Participó en el Miss Universo 1976                                                                | No Clasificó                                                                                      | No Obtuvo Ningún Premio                                                                           |
| 23°                         | 1977 | Santa Cruz      | Liliana Gutiérrez Paz                     | Participó en el Miss Universo 1977                                                                | No Clasificó                                                                                      | No Obtuvo Ningún Premio                                                                           |
| 24°                         | 1978 | Beni            | Raquel Roca Kuikunaga                     | Participó en el Miss Universo 1978                                                                | No Clasificó                                                                                      | No Obtuvo Ningún Premio                                                                           |
| 25°                         | 1979 | Cochabamba      | María Luisa Rendón                        | Participó en el Miss Universo 1979                                                                | No Clasificó                                                                                      | No Obtuvo Ningún Premio                                                                           |
| DÉCADA DE 1980 (Años 80s)   |      |                 |                                           |                                                                                                   |                                                                                                   |                                                                                                   |
| 26°                         | 1980 | Santa Cruz      | Carmen Sonia Pereira Parada               | Participó en el Miss Universo 1980                                                                | No Clasificó                                                                                      | No Obtuvo Ningún Premio                                                                           |
| 27°                         | 1981 | Santa Cruz      | Vivian Maricruz Aponte Zambrana           | Participó en el Miss Universo 1981                                                                | No Clasificó                                                                                      | No Obtuvo Ningún Premio                                                                           |
| 28°                         | 1982 | Santa Cruz      | Sandra Irene Villarroel Gallati           | Participó en el Miss Universo 1982                                                                | No Clasificó                                                                                      | No Obtuvo Ningún Premio                                                                           |
| 29°                         | 1983 | Tarija          | Cecilia Zamora Oliva                      | Participó en el Miss Universo 1983                                                                | No Clasificó                                                                                      | No Obtuvo Ningún Premio                                                                           |
| 30°                         | 1984 | La Paz          | Lourdes Elizabeth Aponte Hurtado          | Participó en el Miss Universo 1984                                                                | No Clasificó                                                                                      | No Obtuvo Ningún Premio                                                                           |
| 31°                         | 1985 | La Paz          | Gabriela Orozco Ruíz                      | Participó en el Miss Universo 1985                                                                | No Clasificó                                                                                      | No Obtuvo Ningún Premio                                                                           |
| 32°                         | 1986 | Tarija          | Elizabeth O’Connor-d’Arlach               | Participó en el Miss Universo 1986                                                                | No Clasificó                                                                                      | No Obtuvo Ningún Premio                                                                           |
| 33°                         | 1987 | Santa Cruz      | Patricia Hortensia Arce Rocabado          | Participó en el Miss Universo 1987                                                                | No Clasificó                                                                                      | No Obtuvo Ningún Premio                                                                           |
| 34°                         | 1988 | Santa Cruz      | Ana María Pereira Parada                  | Participó en el Miss Universo 1988                                                                | No Clasificó                                                                                      | No Obtuvo Ningún Premio                                                                           |
| 35°                         | 1989 | Tarija          | Raquel Cors Ulloa                         | Participó en el Miss Universo 1989                                                                | No Clasificó                                                                                      | No Obtuvo Ningún Premio                                                                           |
| DÉCADA DE 1990 (Años 90s)   |      |                 |                                           |                                                                                                   |                                                                                                   |                                                                                                   |
| 36°                         | 1990 | Cochabamba      | Rosario Rico Toro Gamarra (1972-)         | Participó en el Miss Universo 1990                                                                | Top 6                                                                                             | No Obtuvo Ningún Premio                                                                           |
| 37°                         | 1991 | Santa Cruz      | María Selva Landívar Pedraza (1972-)      | Participó en el Miss Universo 1991                                                                | No Clasificó                                                                                      | No Obtuvo Ningún Premio                                                                           |
| 38°                         | 1992 | Beni            | Roxana Arias Becerra (1974-)              | Participó en el Miss Universo 1993 porque en 1992 era menor de edad. Reemplazada por Miss Tarija  | Participó en el Miss Universo 1993 porque en 1992 era menor de edad. Reemplazada por Miss Tarija  | Participó en el Miss Universo 1993 porque en 1992 era menor de edad. Reemplazada por Miss Tarija  |
| 38°                         | 1992 | Tarija          | Natasha Gabriela Arana Lema † (1969-2017) | Participó en el Miss Universo 1992                                                                | No Clasificó                                                                                      | No Obtuvo Ningún Premio                                                                           |
| 39°                         | 1993 | Tarija          | Cecilia O'Connor-d'Arlach (-)             | Participó en el Miss Universo 1994                                                                | No Clasificó                                                                                      | No Obtuvo Ningún Premio                                                                           |
| 40°                         | 1994 | Litoral (SC)    | Sandra Rivero Zimmermann (1972-)          | Participó en el Miss Universo 1995                                                                | No Clasificó                                                                                      | No Obtuvo Ningún Premio                                                                           |
| 41°                         | 1995 | Santa Cruz      | Natalia Cronenbold Aguilera (1976-)       | Participó en el Miss Universo 1996                                                                | No Clasificó                                                                                      | No Obtuvo Ningún Premio                                                                           |
| 42°                         | 1996 | Litoral (SC)    | Helga Bauer Salas (1977-)                 | Participó en el Miss Universo 1997                                                                | No Clasificó                                                                                      | No Obtuvo Ningún Premio                                                                           |
| 43°                         | 1997 | Santa Cruz      | Verónica María Larrieu Velasco (1974-)    | Participó en el Miss Universo 1998                                                                | No Clasificó                                                                                      | No Obtuvo Ningún Premio                                                                           |
| 44°                         | 1998 | Santa Cruz      | Susana Barrientos Roig (1978-)            | Participó en el Miss Universo 1999                                                                | No Clasificó                                                                                      | No Obtuvo Ningún Premio                                                                           |
| 45°                         | 1999 | Litoral (SC)    | Yenny Vaca Paz (1981-)                    | Participó en el Miss Universo 2000                                                                | No Clasificó                                                                                      | No Obtuvo Ningún Premio                                                                           |
| DÉCADA DE 2000 (Años 2000s) |      |                 |                                           |                                                                                                   |                                                                                                   |                                                                                                   |
| 46°                         | 2000 | Litoral (SC)    | Claudia Andrea Arano Antelo (1981-)       | Participó en el Miss Universo 2001                                                                | No Clasificó                                                                                      | No Obtuvo Ningún Premio                                                                           |
| 47°                         | 2001 | Santa Cruz      | Paola Clarisse Coimbra Antipieff (1981-)  | Participó en el Miss Universo 2002                                                                | No Clasificó                                                                                      | No Obtuvo Ningún Premio                                                                           |
| 48°                         | 2002 | Santa Cruz      | Irene Aguilera Vargas (1979-)             | Participó en el Miss Universo 2003                                                                | No Clasificó                                                                                      | No Obtuvo Ningún Premio                                                                           |
| 49°                         | 2003 | Litoral (SC)    | Gabriela Oviedo Serrate (1982-)           | Participó en el Miss Universo 2004                                                                | No Clasificó                                                                                      | No Obtuvo Ningún Premio                                                                           |
| 50°                         | 2004 | Santa Cruz      | Paola Andrea Abudinen Richter (1983-)     | Participó en el Miss Universo 2005                                                                | No Clasificó                                                                                      | No Obtuvo Ningún Premio                                                                           |
| 51°                         | 2005 | Litoral (SC)    | María Desiree Durán Morales (1985-)       | Participó en el Miss Universo 2006                                                                | TOP 10                                                                                            | No Obtuvo Ningún Premio                                                                           |
| 52°                         | 2006 | Beni            | Jessica Anne Jordan Burtón (1984-)        | Participó en el Miss Universo 2007                                                                | No Clasificó                                                                                      | No Obtuvo Ningún Premio                                                                           |
| 53°                         | 2007 | Santa Cruz      | Katherine David Céspedes (1988-)          | Participó en el Miss Universo 2008                                                                | No Clasificó                                                                                      | No Obtuvo Ningún Premio                                                                           |
| 54°                         | 2008 | Cochabamba      | Dominique Noemi Peltier De Liota (1986-)  | Participó en el Miss Universo 2009                                                                | No Clasificó                                                                                      | No Obtuvo Ningún Premio                                                                           |
| 55°                         | 2009 | Chuquisaca      | Claudia Arce Lemaitre (1991-)             | Participó en el Miss Universo 2010                                                                | No Clasificó                                                                                      | No Obtuvo Ningún Premio                                                                           |
| DÉCADA DE 2010 (Años 10s)   |      |                 |                                           |                                                                                                   |                                                                                                   |                                                                                                   |
| 56°                         | 2010 | Santa Cruz      | María Olivia Pinheiro Menacho (1983-)     | Participó en el Miss Universo 2011                                                                | No Clasificó                                                                                      | No Obtuvo Ningún Premio                                                                           |
| 57°                         | 2011 | Litoral (SC)    | Yéssica Sharit Mouton Gianella (1988-)    | Participó en el Miss Universo 2012                                                                | No Clasificó                                                                                      | No Obtuvo Ningún Premio                                                                           |
| 58°                         | 2012 | Santa Cruz      | Alexia Laura Viruez Píctor (1994-)        | Participó en el Miss Universo 2013                                                                | No Clasificó                                                                                      | No Obtuvo Ningún Premio                                                                           |
| 59°                         | 2013 | Santa Cruz      | Claudia Maria Tavel Antelo (1989-)        | Participó en el Miss Universo 2014                                                                | No Clasificó                                                                                      | No Obtuvo Ningún Premio                                                                           |
| 60°                         | 2014 | Beni            | Romina Rocamonje Fuentes (1992-)          | Participó en el Miss Universo 2015                                                                | No Clasificó                                                                                      | No Obtuvo Ningún Premio                                                                           |
| 61°                         | 2015 | Santa Cruz      | Paula Caroline Schneider Aguilera (1994-) | No participó en el Miss Universo 2016 pues renunció y fue reemplazada por Antonella Moscatelli    | No participó en el Miss Universo 2016 pues renunció y fue reemplazada por Antonella Moscatelli    | No participó en el Miss Universo 2016 pues renunció y fue reemplazada por Antonella Moscatelli    |
| 62°                         | 2016 | Santa Cruz      | Antonella Moscatelli Saucedo (1995-)      | Participó en el Miss Universo 2016                                                                | No Clasificó                                                                                      | No Obtuvo Ningún Premio                                                                           |
| 63°                         | 2017 | Pando           | Gleisy Vera Noguer Hassen (1996-)         | Participó en el Miss Universo 2017                                                                | No Clasificó                                                                                      | No Obtuvo Ningún Premio                                                                           |
| 64°                         | 2018 | Santa Cruz      | Joyce Mariam Prado Ribera (1997-)         | Participó en el Miss Universo 2018                                                                | No Clasificó                                                                                      | No Obtuvo Ningún Premio                                                                           |
| 65°                         | 2019 | Santa Cruz      | Fabiana Hurtado Tarrazona (1998-)         | Participó en el Miss Universo 2019                                                                | No Clasificó                                                                                      | No Obtuvo Ningún Premio                                                                           |
| DÉCADA DE 2020 (Años 20s)   |      |                 |                                           |                                                                                                   |                                                                                                   |                                                                                                   |
| 66°                         | 2020 | La Paz          | Lenka Nemer Drpić (1997-)                 | Participó en el Miss Universo 2020                                                                | No Clasificó                                                                                      | Premio Proyecto de Impacto                                                                        |
| 67°                         | 2021 | Santa Cruz      | Nahemi Uequin Antelo (2001-)              | Participó en el Miss Universo 2021                                                                | No Clasificó                                                                                      | No Obtuvo Ningún Premio                                                                           |
| 68°                         | 2022 | Cochabamba      | María Fernanda Pavisic Rojas (1999-)      | No participó en el Miss Universo 2022 pues fue destituida y reemplazada por María Camila Sanabria | No participó en el Miss Universo 2022 pues fue destituida y reemplazada por María Camila Sanabria | No participó en el Miss Universo 2022 pues fue destituida y reemplazada por María Camila Sanabria |
| 68°                         | 2022 | Santa Cruz      | María Camila Sanabria Pereyra (1994-)     | Participó en el Miss Universo 2022                                                                | No Clasificó                                                                                      | No Obtuvo Ningún Premio                                                                           |
| 69°                         | 2023 | Beni            | María Estefany Rivero Giesse (1996-)      | Participó en el Miss Universo 2023                                                                | No Clasificó                                                                                      | No Obtuvo Ningún Premio                                                                           |
| 70°                         | 2024 | Cochabamba      | Juliana Barrientos Gaidrikh (1997-)       | Participó en el Miss Universo 2024                                                                | TOP 12                                                                                            | Premio Voice For Change                                                                           |
| 71°                         | 2025 | Beni (Llanos)   | Yessica Hausermann Buhler (2000-)         | Participa en el Miss Universo 2025                                                                | Sin cambios                                                                                       | Sin cambios                                                                                       |

#### Departamentos por número de victorias
| Departamentos | Títulos | Años |
| ------------- | ------- | --- |
| Santa Cruz    | 31      | 1961, 1962, 1963, 1966, 1968, 1972, 1974, 1977, 1980, 1981, 1982, 1987, 1988, 1991, 1995, 1997, 1998, 1999, 2001, 2002, 2004, 2007, 2010, 2012, 2013, 2015, 2016, 2018, 2019, 2021, 2022 |
| Cochabamba    | 9       | 1956, 1960, 1969, 1975, 1979, 1990, 2008, 2022, 2024 |
| La Paz        | 8       | 1957,1959, 1964, 1970, 1973, 1984, 1985, 2020 |
| Tarija        | 8       | 1958, 1965, 1976, 1983, 1986, 1989, 1992, 1993 |
| Litoral       | 6       | 1994, 1996, 2000, 2003, 2005, 2011 |
| Beni          | 6       | 1978, 1992, 2006, 2014, 2023 |
| Chuquisaca    | 2       | 1971, 2009 |
| Pando         | 2       | 1955, 2017 |
| Oruro         | 1       | 1967 |
| Potosí        | 0       | |

### Miss Mundo
: Declarada como ganadora
     : Terminó como finalista
     : Terminó como una de las semifinalistas o cuartofinalistas
     : Terminó como ganadora de premios especiales
Cada año, la primera finalista iba al concurso de Miss Mundo. En los últimos años, Miss Bolivia formateó el nuevo reglamento de la Organización Miss Mundo para realizar un certamen independiente, Miss Bolivia Mundo. Más tarde, antes del evento principal, el certamen Miss Bolivia, otra sección, Miss Bolivia Mundo, coronará a la ganadora para representar a Bolivia en la competencia Miss Mundo.
| Año                           | Departamento | Miss Mundo Bolivia | Posición en Miss Mundo | Premios especiales | Notas |             |
| ----------------------------- | --- | --- | --- | --- | --- | ----------- |
| 2024                          | Santa Cruz | Olga Andrea Chavez Ibañez | | | |             |
| 2023                          | Beni | María Fernanda Rivero Arteaga | Sin clasificar | Sin clasificar | Sin clasificar |             |
| 2022                          | Miss Mundo 2021 se reprogramó para el 16 de marzo de 2022 debido al brote de pandemia de COVID-19 en Puerto Rico, no comenzó ninguna edición en 2022 | Miss Mundo 2021 se reprogramó para el 16 de marzo de 2022 debido al brote de pandemia de COVID-19 en Puerto Rico, no comenzó ninguna edición en 2022 | Miss Mundo 2021 se reprogramó para el 16 de marzo de 2022 debido al brote de pandemia de COVID-19 en Puerto Rico, no comenzó ninguna edición en 2022 | Miss Mundo 2021 se reprogramó para el 16 de marzo de 2022 debido al brote de pandemia de COVID-19 en Puerto Rico, no comenzó ninguna edición en 2022 | Miss Mundo 2021 se reprogramó para el 16 de marzo de 2022 debido al brote de pandemia de COVID-19 en Puerto Rico, no comenzó ninguna edición en 2022 |             |
| 2021                          | Beni | Alondra Mercado Campos | No clasificó | | |             |
| 2020                          | Debido al impacto de la pandemia de COVID-19, no hubo concurso en 2020                                                                               | Debido al impacto de la pandemia de COVID-19, no hubo concurso en 2020                                                                               | Debido al impacto de la pandemia de COVID-19, no hubo concurso en 2020                                                                               | Debido al impacto de la pandemia de COVID-19, no hubo concurso en 2020                                                                               | Debido al impacto de la pandemia de COVID-19, no hubo concurso en 2020                                                                               |             |
| 2019                          | Santa Cruz | Iciar Díaz Camacho | No clasificó | - Miss World Talent (Top 27) | |             |
| 2018                          | Cochabamba | Vanessa Vargas Gonzáles | No clasificó | - Miss World Sports (1.ª finalista) | |             |
| 2017                          | Santa Cruz | Jasmin Pinto Solar | No clasificó | | |             |
| 2016                          | Tarija | Leyda Lourdes Suárez Aldana | No clasificó | | |             |
| 2015                          | Santa Cruz | Vivian Susana Serrano Llanos | No clasificó | | |             |
| 2014                          | Litoral | Neidy Andrea Forfori Aguilera | Top 25 | - Beauty With a Purpose (Top 10) | |             |
| 2013                          | Tarija | María Alejandra Castillo | No clasificó | | |             |
| 2012                          | La Paz | Mariana García Mariaca | No clasificó | - World Designer Dress Award | |             |
| 2011                          | Litoral | Yohana Paola Vaca Guzmán | No clasificó | - Miss World Beach Beauty (Top 20) - Miss World Top Model (Top 20)                                                                                   | |             |
| 2010                          | Beni | María Teresa Roca Córdova | No clasificó | - Miss World Beach Beauty (Top 40) | |             |
| 2009                          | Santa Cruz | Flavia Fernanda Foianini Arzabe | No clasificó | | |             |
| 2008                          | Beni | Jackelin Arias Kippes | No clasificó | | |             |
| 2007                          | Cochabamba | Sandra Lea Hernández Saavedra | No clasificó | | |             |
| 2006                          | Beni | Ana María Ortiz Rodal | No clasificó | | |             |
| 2005                          | Litoral | Viviana Méndez Rivero | No clasificó | | |             |
| 2004                          | Beni | María Nuvia Montenegro Apuri | No clasificó | | |             |
| 2003                          | Beni | Helen Aponte Saucedo | Top 20 | - Miss Personalidad | |             |
| 2002                          | Beni | Alejandra Montero Chávez | No clasificó | | |             |
| 2001                          | Santa Cruz | Claudia Etmüller Spinatto | No clasificó | | |             |
| 2000                          | Cochabamba | Jimena Rico Toro Gamarra | No clasificó | | |             |
| 1999                          | Tarija | Ana Raquel Rivera Zambrana | No clasificó | | |             |
| 1998                          | Santa Cruz | Bianca Bauer Añez | No clasificó | | |             |
| 1997                          | Santa Cruz | Mitzy Suárez Saucedo | No clasificó | | |             |
| 1996                          | Tarija | Andrea Mariana Forti Sandoval | No clasificó | | |             |
| 1995                          | Santa Cruz | Carla Patricia Morón Peña | Top 10 | | |             |
| 1994                          | Cochabamba | Mariel Gabriela Arce Taborga | No clasificó | | |             |
| 1993                          | Santa Cruz | Claudia Lorena Arrieta Justiniano | No clasificó | | |             |
| 1992                          | Tarija | Verónica Pino | No clasificó | | |             |
| 1991                          | Cochabamba | Mónica Gamarra Giese | No clasificó | | |             |
| 1990                          | Tarija | Daniela Domínguez | No clasificó | | |             |
| 1989                          | Tarija | Victoria Julio | No clasificó | | |             |
| 1988                          | Tarija | Claudia Nazer | No clasificó | | |             |
| 1987                          | Cochabamba | Birgit Ellefsen | No clasificó | | |             |
| 1986                          | Cochabamba | Claudia Arévalo Ayala | No clasificó | | |             |
| 1985                          | Santa Cruz | Carolina Issa Abudinen | No clasificó | | |             |
| 1984                          | Santa Cruz | Erika Weise | No clasificó | | |             |
| 1983                          | Tarija | Ana María Taboada Arnold | Top 15 | | |             |
| 1982                          | Oruro | Brita Margareta Cederberg | Top 15 | | |             |
| 1981                          | Pando | Carolina Díaz Mansour | No clasificó | | |             |
| 1980                          | Chuquisaca | Sonia Giovanna Malpartida | No clasificó | | |             |
| 1979                          | Santa Cruz | Patricia Asbun Galarza | No clasificó | | |             |
| 1978                          | No compitió | No compitió | No compitió | No compitió | No compitió | No compitió |
| 1977                          | Santa Cruz | Elizabeth Ianonne Morón | No clasificó | | |             |
| 1976                          | No compitió | No compitió | No compitió | No compitió | No compitió | No compitió |
| 1975                          | Cochabamba | María Mónica Guardia | No clasificó | | |             |
| No compitió entre 1966 y 1974 | | | | | |             |
| 1965                          | Santa Cruz | Gabriella Cornel Kempff | No clasificó | | |             |
| 1964                          | No compitió | No compitió | No compitió | No compitió | No compitió | No compitió |
| 1963                          | La Paz | Rosario Lopera | No clasificó | | |             |
| 1962                          | No compitió | No compitió | No compitió | No compitió | No compitió |             |
| 1961                          | Santa Cruz | Nancy Cortez Justiniano | No clasificó | | |             |
| 1960                          | La Paz | Dalia Monasterios Thornee | No clasificó | | |             |

#### Departamentos por número de victorias
| Departamentos | Títulos | Años                                                                              |
| ------------- | ------- | --------------------------------------------------------------------------------- |
| Santa Cruz    | 14      | 1977,1979, 1984, 1985, 1993, 1995, 1997, 1998, 2001, 2009, 2015, 2017, 2019, 2024 |
| Tarija        | 9       | 1983, 1988, 1989, 1990, 1992, 1996, 1999, 2013, 2016                              |
| Cochabamba    | 9       | 1975, 1986, 1987, 1991, 1994, 2000, 2007, 2018, 2025                              |
| Beni          | 8       | 2002, 2003, 2004, 2006, 2008, 2010, 2020, 2021                                    |
| Litoral       | 3       | 2005, 2011, 2014                                                                  |
| La Paz        | 3       | 1960, 1963, 2012                                                                  |
| Oruro         | 1       | 1982                                                                              |
| Pando         | 1       | 1981                                                                              |
| Chuquisaca    | 1       | 1980                                                                              |
| Potosí        | 0       |                                                                                   |

### Miss Internacional
: Declarada como ganadora
     : Terminó como finalista
     : Terminó como una de las semifinalistas o cuartofinalistas
     : Terminó como ganadora de premios especiales
Entre 1969 y 2014 la segunda finalista de Miss Bolivia representaba a Bolivia en el certamen Miss Internacional. Desde 2015, después de que el comité dividió el certamen en dos certámenes, Miss Bolivia Internacional selecciona por la primera finalista del certamen Miss Bolivia.
| Año                                                                              | Departamento | Miss Internacional Bolivia               | Posición en Miss Internacional | Premios especiales                | Notas |
| -------------------------------------------------------------------------------- | ------------ | ---------------------------------------- | ------------------------------ | --------------------------------- | ----- |
| 2024                                                                             | Santa Cruz   | Camila Ribera Roca                       | Primera finalista              |                                   |       |
| 2023                                                                             | Santa Cruz   | Vanessa Alexandra Hayes Schutt           | Cuarta finalista               | - Mejor en Traje de Noche (Top 7) |       |
| 2022                                                                             | Pando        | Carolina Fernández Menacho               | No clasificó                   |                                   |       |
| Debido al impacto de la pandemia de COVID-19, no hubo concurso entre 2020 y 2021 |              |                                          |                                |                                   |       |
| 2019                                                                             | Chuquisaca   | Valentina Pérez Medina                   | No clasificó                   |                                   |       |
| 2018                                                                             | Beni         | María Elena Antelo Molina                | No clasificó                   |                                   |       |
| 2017                                                                             | Litoral      | Carla Patricia Maldonado Simoni          | No clasificó                   | - Miss Internacional América      |       |
| 2016                                                                             | Tarija       | Katherine Añazgo Orozco                  | No clasificó                   |                                   |       |
| 2015                                                                             | Cochabamba   | Alejandra Panonzo Muguertegui            | No clasificó                   |                                   |       |
| 2014                                                                             | Santa Cruz   | Mory Joselyn Toro Leigue                 | No clasificó                   |                                   |       |
| 2013                                                                             | Chuquisaca   | Adriana Delgadillo Galván                | No clasificó                   |                                   |       |
| 2012                                                                             | Pando        | Stephanie Núñez Nogales                  | No clasificó                   |                                   |       |
| 2011                                                                             | Santa Cruz   | Daniela Michelle Núñez del Prado Serrano | No clasificó                   |                                   |       |
| 2010                                                                             | Santa Cruz   | Ximena Vargas Parada                     | No clasificó                   |                                   |       |
| 2009                                                                             | Tarija       | Laura Denisse Olivera Rivarola           | No clasificó                   |                                   |       |
| 2008                                                                             | Cochabamba   | Paula Andrea Peñarrieta Chaga            | No clasificó                   |                                   |       |
| 2007                                                                             | Santa Cruz   | Angélica Olavarría Vacao                 | No clasificó                   |                                   |       |
| 2006                                                                             | Santa Cruz   | Pamela Justiniano Saucedo                | No clasificó                   |                                   |       |
| 2005                                                                             | Santa Cruz   | Gretel María Stehli Parada               | No clasificó                   |                                   |       |
| 2004                                                                             | Tarija       | Vanessa Patricia Morón Jarzun            | No clasificó                   |                                   |       |
| 2003                                                                             | Santa Cruz   | Carmen Muriel Cruz Claros                | Top 12                         |                                   |       |
| 2002                                                                             | Litoral      | Edith Carla Ameller Zubelsa              | No clasificó                   |                                   |       |
| 2001                                                                             | La Paz       | Joan Priscilla Quiroga Sarmiento         | No clasificó                   |                                   |       |
| 2000                                                                             | Santa Cruz   | Katherine Villarroel                     | No clasificó                   |                                   |       |
| 1999                                                                             | Santa Cruz   | Natalia Arteaga Gamarra                  | No clasificó                   |                                   |       |
| 1998                                                                             | Litoral      | Liliana Peña Guachalla                   | Top 15                         |                                   |       |
| 1997                                                                             | Tarija       | Fabiana Nieva Caso                       | No clasificó                   |                                   |       |
| 1996                                                                             | Santa Cruz   | Elka Grothenhorst Pacheco                | Top 15                         |                                   |       |
| 1995                                                                             | Tarija       | Liliana Arce Angulo                      | Top 15                         |                                   |       |
| 1994                                                                             | Santa Cruz   | María Renée David                        | No clasificó                   |                                   |       |
| 1993                                                                             | Santa Cruz   | María Cristina Tondelli                  | No clasificó                   |                                   |       |
| 1992                                                                             | Santa Cruz   | Ana Paola Roca Mercado                   | No clasificó                   |                                   |       |
| 1991                                                                             | Cochabamba   | Rosmy Tamara Pol                         | Unplaced                       |                                   |       |
| 1990                                                                             | Santa Cruz   | Giselle Greminger                        | Top 10                         | - Mejor Traje Nacional            |       |
| 1989                                                                             | Santa Cruz   | Katerine Rivera Vaca                     | No clasificó                   |                                   |       |
| 1988                                                                             | Santa Cruz   | Sonia Montero                            | No clasificó                   |                                   |       |
| 1987                                                                             | Litoral      | Gouldin Balcázar                         | No clasificó                   |                                   |       |
| 1986                                                                             | Beni         | Gloria Patricia Roca                     | No clasificó                   |                                   |       |
| 1985                                                                             | Tarija       | Ana Patricia Castellanos                 | No clasificó                   |                                   |       |
| 1984                                                                             | Santa Cruz   | María Cristina Gómez                     | No clasificó                   |                                   |       |
| 1983                                                                             | Santa Cruz   | Eliana Limpias Suárez                    | No clasificó                   | - Miss Amistad                    |       |
| 1982                                                                             | Santa Cruz   | Beatrice Peña                            | No clasificó                   |                                   |       |
| 1981                                                                             | Santa Cruz   | Rosario Suárez                           | No compitió                    | No compitió                       |       |
| 1980                                                                             | Santa Cruz   | Maria Beatriz Landívar Olmos             | No clasificó                   |                                   |       |
| 1979                                                                             | Santa Cruz   | Sonia Beatriz Villarroel                 | No clasificó                   |                                   |       |
| 1978                                                                             | —            | Rosita de Lourdes Requeña                | No clasificó                   | - Miss Amistad                    |       |
| 1977                                                                             | —            | Miriam Coimbra                           | No clasificó                   |                                   |       |
| 1976                                                                             | —            | Martha Rosa Baeza                        | No clasificó                   |                                   |       |
| 1975                                                                             | —            | Rosario María del Blanco                 | No clasificó                   |                                   |       |
| 1974                                                                             | —            | Dilian Nela Martínez                     | No clasificó                   |                                   |       |
| 1973                                                                             | —            | Rosa María Columba González              | No clasificó                   |                                   |       |
| 1972                                                                             | —            | Leticia Brunn Aguilera                   | No clasificó                   |                                   |       |
| 1971                                                                             | —            | María Villarejo                          | No clasificó                   |                                   |       |
| 1970                                                                             | —            | Nelly Zenteno Pereira                    | No clasificó                   |                                   |       |
| 1969                                                                             | —            | Erika Kohlenberger                       | No clasificó                   |                                   |       |
| 1968                                                                             | —            | Ana María Urenda Amelunga                | No clasificó                   | - Miss Amistad                    |       |
| 1967                                                                             | Tarija       | María Cristina Ibáñez Brown              | No clasificó                   |                                   |       |
| No compitió entre 1963 y 1966                                                    |              |                                          |                                |                                   |       |
| 1962                                                                             | —            | Olga Pantoja Antelo                      | No clasificó                   |                                   |       |
| 1961                                                                             | —            | Carmen Anze                              | No clasificó                   |                                   |       |
| 1960                                                                             | —            | Edmy Arana Ayala                         | No clasificó                   |                                   |       |

#### Departamentos por número de victorias
| Departamentos | Títulos | Años |
| ------------- | ------- | --- |
| Santa Cruz    | 25      | 1979, 1980, 1981, 1982, 1983, 1984, 1988, 1989, 1990, 1992, 1993, 1994, 1996, 1999, 2000, 2003, 2005, 2006, 2007, 2010, 2011, 2014, 2023, 2024 |
| Tarija        | 7       | 1967, 1985, 1995, 1997, 2004, 2009, 2016 |
| Litoral       | 4       | 1987, 1998, 2002, 2017 |
| Cochabamba    | 3       | 1991, 2008, 2015 |
| Pando         | 2       | 2012, 2020, 2021, 2022 |
| Chuquisaca    | 2       | 2013, 2019 |
| Beni          | 2       | 1986, 2018 |
| La Paz        | 1       | 2001 |

### Miss Tierra
: Declarada como ganadora
     : Terminó como finalista
     : Terminó como una de las semifinalistas o cuartofinalistas
     : Terminó como ganadora de premios especiales
Entre 2001 y 2014 la tercera finalista de Miss Bolivia representaba a Bolivia en el certamen Miss Tierra. Desde 2015 la segunda finalista de Miss Bolivia va al certamen Miss Tierra.
| Año  | Departamento | Miss Tierra Bolivia                | Posición en Miss Tierra                                | Premios especiales |             |
| ---- | ------------ | ---------------------------------- | ------------------------------------------------------ | --- | ----------- |
| 2024 | La Paz       | Steffany Alexandra Arriaza Cabezas | No clasificó                                           | |             |
| 2023 | Residentes   | Ivana Esmeralda Girard Hurtado     | No clasificó                                           | |             |
| 2022 | Litoral      | Fabiane Valdivia Zambrana          | No clasificó                                           | |             |
| 2021 | Cochabamba   | Sarah Nohelia Terán Antezana       | No clasificó                                           | |             |
| 2020 | Chuquisaca   | Valentina Pérez Molina             | No clasificó                                           | |             |
| 2019 | Santa Cruz   | Fernanda Vaca Pereira              | No clasificó                                           | - Miss Amistad (Grupo Fuego)                                                                                             |             |
| 2018 | Tarija       | Yenifer Karen Quispe Nava          | No clasificó                                           | |             |
| 2017 | Santa Cruz   | Giancarla Fernández Ferrufino      | No clasificó                                           | - Mejor Traje Nacional (América del Sur)                                                                                 |             |
| 2016 | Cochabamba   | Eliana Pamela Villegas Timm        | No clasificó                                           | - Miss Gubat - Mejor Traje Nacional (América) - Mejor Vestido (Grupo 1)                                                  |             |
| 2015 | La Paz       | Vinka Nemer D'rpic                 | No clasificó                                           | |             |
| 2015 | Residentes   | Jazmín Durán Valda                 | Renunció a su título por su embarazo                   | Renunció a su título por su embarazo                                                                                     |             |
| 2014 | Chuquisaca   | Eloísa Gutiérrez Rendon            | No clasificó                                           | - Mejor Traje de Baño (Grupo 1) - Resort Wear (Grupo 1) - Eco-Beauty (Top 10)                                            |             |
| 2013 | Cochabamba   | María René Carmona Soliz           | No clasificó                                           | - Miss Ever Bilena (Patrocinador) - Mejor Traje Nacional (América) - Mejor Traje de Baño (Top 15) - Resort Wear (Top 15) |             |
| 2012 | Beni         | Dayana Dorado Moreno               | No clasificó                                           | |             |
| 2011 | La Paz       | Valeria Odilia Avedaño Ávila       | No clasificó                                           | |             |
| 2010 | Santa Cruz   | Yovana O’Brien Méndez              | No clasificó                                           | |             |
| 2009 | No compitió  | No compitió                        | No compitió                                            | No compitió | No compitió |
| 2008 | La Paz       | Dania Carolina Urquiola Rodríguez  | No clasificó                                           | |             |
| 2008 | Cochabamba   | Paula Andrea Peñarrieta Chaga      | Renunció y asumió al titulo Miss Bolivia Internacional | Renunció y asumió al titulo Miss Bolivia Internacional                                                                   |             |
| 2007 | Tarija       | Carla Loreto Fuentes Rivero        | No clasificó                                           | |             |
| 2006 | Beni         | Jéssica Anne Jordan Burton         | No clasificó                                           | |             |
| 2005 | Tarija       | Vanessa Patricia Morón Jarzun      | No clasificó                                           | |             |
| 2004 | Santa Cruz   | Carmen Muriel Cruz Claros          | No clasificó                                           | |             |
| 2003 | Litoral      | Claudia Cecilia Azaeda Melgar      | No clasificó                                           | - Miss Fotogénica |             |
| 2002 | Litoral      | Susana Valeria Vaca Díez           | No clasificó                                           | |             |
| 2001 | Santa Cruz   | Catherine Villarroel Márquez       | Top 10                                                 | |             |

#### Departamentos por número de victorias
| Departamentos | Títulos | Años                    |
| ------------- | ------- | ----------------------- |
| Litoral       | 4       | 2002, 2003, 2019, 2022  |
| Cochabamba    | 4       | 2008, 2013, 2016 , 2021 |
| Santa Cruz    | 4       | 2001, 2004, 2010, 2017  |
| Tarija        | 3       | 2005, 2007, 2018        |
| La Paz        | 3       | 2008, 2011, 2015        |
| Chuquisaca    | 2       | 2014, 2020              |
| Beni          | 2       | 2006, 2012              |
| Residentes    | 1       | 2023                    |

## Miss Bolivia Supranacional
: Declarada como ganadora
     : Terminó como finalista
     : Terminó como una de las semifinalistas o cuartofinalistas
     : Terminó como ganadora de premios especiales
| Año  | Departamento | Miss Bolivia Supranacional       | Posición en Miss Supranacional | Premios especiales        |
| ---- | ------------ | -------------------------------- | ------------------------------ | ------------------------- |
| 2025 | Santa Cruz   | Vanessa Alexandra Hayes Schutt   | Top 12                         |                           |
| 2024 | La Paz       | Yessica Estefanía Ibarra Córdova | Top 25                         | Top Model of the Américas |
| 2023 | Cochabamba   | Sthepanie Terrazas Amusquivar    | No clasificó                   |                           |
| 2022 | Potosí       | Macarena Manuela Castillo Bernal | Top 24                         | - Supra Chat (Top 10)     |
| 2021 | Cochabamba   | Luz Elva Claros Gallardo         | No clasificó                   |                           |
| 2019 | Beni         | María Elena Antelo Molina        | No clasificó                   |                           |
| 2018 | Tarija       | Ilsen Olmos Ferrufino            | No clasificó                   |                           |
| 2017 | Beni         | Romina Rocamonje Fuentes         | Top 25                         |                           |
| 2016 | Santa Cruz   | Yesenia Barrientos Castro        | No clasificó                   |                           |
| 2015 | Litoral      | Sharon Valverde Zeballos         | No clasificó                   |                           |
| 2014 | Santa Cruz   | María Fernanda Rojas Pedraza     | No clasificó                   |                           |
| 2013 | Beni         | Teresa Talamás Melgar            | No clasificó                   |                           |
| 2012 | Tarija       | Adriana Rivera Betines           | No clasificó                   |                           |
| 2011 | Litoral      | Beatriz Olmos Balcázar           | No clasificó                   |                           |
| 2010 | Beni         | Daniela Tórrez Soliz             | No clasificó                   |                           |

### Ranquin Miss Bolivia Supranacional
| Departamento | N° | Años de triunfos       |
| Beni         | 4  | 2010, 2013, 2017, 2019 |
| Santa Cruz   | 3  | 2014, 2016, 2025       |
| Cochabamba   | 2  | 2020, 2022             |
| Tarija       | 2  | 2012, 2018             |
| Litoral      | 2  | 2011, 2015             |
| La Paz       | 1  | 2024                   |
| Potosí       | 1  | 2021                   |
|              | 0  |                        |

## Miss Bolivia Grand Internacional
El Miss Grand Internacional solo en dos (3) ocasiones (2014, 2016 y 2019) se dieron las coronas de Miss Grand Bolivia en la final del Miss Bolivia Universo, las demás señoritas fueron otorgadas por designaciones directas:
Renuncia/Suplencias: 
- En el año 2016 en la noche final del Miss Bolivia Universo, Estefanía Senzano (Miss Cochabamba) fue ganadora del título Miss Grand Bolivia 2016 pero motivos que no pudieron otorgarle la visa tuvieron que reemplazarla por Josselyn Toro
- En el 2020, Promociones Gloria en una presentación individual a la prensa designó a María José Terrazas como Miss Grand Bolivia 2020 pero por motivos personales declinó a participar en el concurso internacional, por tal motivo se designó a Teresita Sánchez
- En el 2022 en la gala final del Miss Bolivia Universo 2022 promociones gloria presentó a Alondra Mercado como Miss Grand Bolivia 2022, pero por razones desconocidas declinó a seguir en el concurso internacional, tal manera se tubo que designar a Camila Sanabria

| Año            | Departamento | Miss Grand Bolivia              | Posición en Miss Grand Internacional           | Premios especiales                                                                            |
| -------------- | ------------ | ------------------------------- | ---------------------------------------------- | --------------------------------------------------------------------------------------------- |
| 2025           | Cochabamba   | Alexandra Gabriela Rocha Quiroz | Por competir                                   |                                                                                               |
| 2024           | La Paz       | Carolina Granier Zalles         | No clasificó                                   |                                                                                               |
| 2023           | Cochabamba   | María Victoria Olguín Pol       | No clasificó                                   | - Top 10 mejores en Traje de Baño - Top 20 mejores en Traje Típicos                           |
| 2022           | Santa Cruz   | María Camila Sanabria Pereyra   | No clasificó                                   | - Mejor Traje Nacional (Top 4)                                                                |
| 2021           | Chuquisaca   | Eloísa Gutiérrez Rendón         | No clasificó                                   | - Top 10 llegada de Bienvenida - Top 10 en Traje de Baño (Puesto #6) - Top 13 en Traje Típico |
| 2020           | España       | Teresa Bridge Sánchez Añez      | No clasificó                                   |                                                                                               |
| Década de 2010 |              |                                 |                                                |                                                                                               |
| 2019           | Cochabamba   | Natalia Carolina Paz Rojas      | No clasificó                                   | Desfile Coronas memorables de Venezuela                                                       |
| 2018           | Chuquisaca   | Elena Antonia Romero Zambrana   | No clasificó                                   |                                                                                               |
| 2017           | Litoral      | Mariem Suárez Cuellar           | No clasificó                                   |                                                                                               |
| 2016           | Santa Cruz   | Mory Joselyn Toro Leigue        | No clasificó                                   |                                                                                               |
| 2016           | Cochabamba   | Estefanía Senzano Terán         | No participa por negación de su visa americana | No participa por negación de su visa americana                                                |
| 2015           | Chuquisaca   | Adriana Delgadillo Galván       | No clasificó                                   | Top 20 de Mejor Traje Típico                                                                  |
| 2014           | Santa Cruz   | Camila Alejandra Lepere Serrano | No clasificó                                   |                                                                                               |
| 2013           | La Paz       | Mariana García Mariaca          | No clasificó                                   |                                                                                               |

### Ranquin Miss Bolivia Grand Internacional
| Departamento | N° | Años de triunfos             |
| Santa Cruz   | 5  | 2014, 2016, 2017, 2020, 2022 |
| Cochabamba   | 4  | 2016, 2019, 2023, 2025       |
| Chuquisaca   | 3  | 2015, 2018, 2021             |
| La Paz       | 2  | 2013, 2024                   |
| TOTAL        | 11 |                              |

## Miss Intercontinental Bolivia
Color Clave
- (Ganadora)
- (Finalista)
- (Semifinalistas)
- Los cuadros en blanco no clasificaron

| Año  | Miss Bolivia Intercontinental     | Departamento | Posición            | Reconocimientos      |
| ---- | --------------------------------- | ------------ | ------------------- | -------------------- |
| 2017 | Alejandra Tuddo Martínez          | Chuquisaca   | No Concurso         |                      |
| 2016 | Maria Rene Rivero Suárez          | Santa Cruz   |                     |                      |
| 2015 | Sharon Valverde Zeballos          | Litoral      |                     |                      |
| 2014 | Tatiana Heredia Salinas           | Santa Cruz   | No Concurso         |                      |
| 2013 | Rachelle Sharon Guislain Soria    | Santa Cruz   |                     |                      |
| 2012 | Mariana García Mariaca            | La Paz       | Top 15 - finalistas | Mejor Traje Nacional |
| 2011 | Daniela Michelle Nuñez del Prado  | Santa Cruz   | Top 15 - finalistas |                      |
| 2010 | Patricia Gissel Castellón Siles   | Santa Cruz   | Top 15 - finalistas |                      |
| 2009 | Adriana Danitza Barahona Chungara | Potosí       |                     |                      |
| 2008 | Nardy Sosa Zambrana               | Santa Cruz   |                     |                      |
| 2006 | Andrea Aliaga                     | Santa Cruz   |                     |                      |
| 2005 | Jusleny Ríos Justiniano           | Santa Cruz   |                     |                      |
| 2004 | Alexandra Bohm Terceros           | Santa Cruz   |                     |                      |
| 2003 | Olivia Pinheiro Menacho           | Santa Cruz   |                     | Miss Agente Especial |
| 1999 | Juliana Koehler                   | Santa Cruz   |                     |                      |
| 1983 | Sandra Ximena Aliaga Czerniewicz  | Santa Cruz   | Primera Finalista   |                      |
| 1981 | Gladys Parada Méndez              | Santa Cruz   |                     |                      |
| 1978 | Aida Aicha                        | Santa Cruz   |                     |                      |

## Miss Continentes Unidos Bolivia
Color Clave
- (Ganadora)
- (Virreina)
- (Finalistas)
- Los cuadros en blanco no clasificaron

| Año  | Miss Continente Americano Bolivia | Departamento | Posición | Reconocimientos |
| ---- | --------------------------------- | ------------ | -------- | --------------- |
| 2022 | Mayra Fabiola Montaño Román       | Cochabamba   |          |                 |
| 2019 | Kelly Josseline Camacho Céspedes  | Santa Cruz   |          |                 |
| 2018 | Valentina Ramallo Gajardo         | Tarija       |          |                 |
| 2017 | Nimeyra Flores Hurtado            | Chuquisaca   |          |                 |
| 2016 | Julia Ayde Rossel Leòn            | Tarija       |          |                 |
| 2015 | Andrea Ninoska Velasco Mercado    | Beni         |          |                 |
| 2014 | Brenda Xiomara Ibáñez Viera       | Santa Cruz   |          |                 |
| 2013 | María Renée Carmona Solíz         | Cochabamba   |          |                 |
| 2012 | Luz Daliana Acosta Castellón      | Tarija       |          |                 |
| 2011 | Valeria Odilia Avendaño Ávila     | La Paz       |          |                 |
| 2010 | Paula Andrea Peñarrieta Chaga     | Cochabamba   |          |                 |
| 2009 | Paola Flores Oliva                | Santa Cruz   |          |                 |
| 2008 | Nicole Alejandra Áñez Terrazas    | Santa Cruz   |          |                 |
| 2007 | Claudia Cecilia Azaeda Melgar     | Santa Cruz   |          |                 |
| 2006 | Yolanda Sandoval Arias            | Santa Cruz   |          |                 |

## Participación internacional
Bolivia ha participado en diferentes concurso internacionales del mundo la cual trajo muchas coronas para el país.

### Delegadas aReina Hispanoamericana
Color Clave
- (Ganadora)
- (Virreina)
- (Finalistas)
- Los cuadros en blanco no clasificaron

| Año     | Reina Hispanoamericana Bolivia        | Departamento | Posición                             | Reconocimientos                 |
| ------- | ------------------------------------- | ------------ | ------------------------------------ | ------------------------------- |
|         | Yessica Estefanía Ibarra Córdova      | La Paz       |                                      |                                 |
| 2023    | Darla Fabiana Reyes Becerra           | Santa Cruz   | Top 13 Semifinalista                 |                                 |
| 2022    | María Jesús Jiménez Caballé           | Tarija       |                                      | Miss Top Model                  |
| 2021    | Carolina Fernández Menacho            | Beni         | Top 12 Semifinalista                 | Mujer Hidrolágeno Q10           |
| 2019/20 | Dayana Angélica Romero Montaño        | Tarija       |                                      |                                 |
| 2018    | Joyce Prado Ribera                    | Santa Cruz   | Tercera Finalista                    | Mejor Sonrisa Orest             |
| 2017    | Katherine Añazgo Orozco               | Tarija       | Cuarta Finalista                     | Mejor Silueta                   |
| 2016    | Maria Rene Rivero Suárez              | Santa Cruz   |                                      |                                 |
| 2015    | Paula Caroline Schneider Aguilera     | Santa Cruz   |                                      | Chica Amazonas                  |
| 2014    | Romina Rocamonje Fuentes              | Beni         | Reina Hispanoamericana 2014          | Miss Cielo y Miss Elegancia     |
| 2013    | Claudia María Tavel Antelo            | Santa Cruz   | Cuarta Finalista                     | Mejor Rostro y Mejor Sonrisa    |
| 2012    | Alexia Laura Viruez Pictor            | Santa Cruz   | Primera Finalista                    | Mejor Rostro                    |
| 2011    | Yessica Sharit Mouton Gianella        | Santa Cruz   | Primera Finalista                    | Mejor Rostro                    |
| 2010    | Olivia Pinheiro Menacho               | Santa Cruz   | Primera Finalista                    | Miss Fotogenica y Mejor Cabello |
| 2009    | Flavia Fernanda Foianini Arzabe       | Santa Cruz   | Tercera Finalista                    | Miss Fotogenica y Mejor Cabello |
| 2008    | Rosa Dominique Noemí Peltier De Liota | Cochabamba   | Segunda Finalista                    |                                 |
| 2007    | Sandra Lea Hernández Saavedra         | Cochabamba   |                                      |                                 |
| 2006    | Ana Maria Ortiz Rodal                 | Beni         | Virreina Sudamericana 2006           |                                 |
| 2005    | Viviana Méndez Rivero                 | Santa Cruz   |                                      |                                 |
| 2004    | María Nuvia Montenegro Apuri          | Beni         | Segunda Finalista                    | Mejor Figura                    |
| 2003    | Gabriela Oviedo Serrate               | Santa Cruz   |                                      | Miss Elegancia                  |
| 2002    | Irene Aguilera Vargas                 | Santa Cruz   | Virreina Sudamericana 2002           | Miss Elegancia                  |
| 2001    | Paola Clarisse Coimbra Antipeiff      | Santa Cruz   | Cuarta Finalista                     | Mejor Cabellera                 |
| 2000    | Claudia Andrea Arano Antelo           | Santa Cruz   | Tercera Finalista                    |                                 |
| 1999    | Jenny Vaca Paz                        | Santa Cruz   | Ganadora - Reina Sudamericana 1999   |                                 |
| 1998    | Susana Barrientos Roig                | Santa Cruz   | Ganadora - Reina Sudamericana 1998   | Mejor Pelo                      |
| 1997    | Verónica Maria Larrieu Velasco        | Santa Cruz   | Virreina Sudamericana 1997           |                                 |
| 1996    | Helga Bauer                           | Santa Cruz   | Destronada - Reina Sudamericana 1996 |                                 |

### DelegadasReinado Internacional del Café
Color Clave
- (Ganadora)
- (Virreina)
- (Finalistas)
- Los cuadros en blanco no clasificaron

| Año  | Reina Internacional del Café      | Departamento | Posición         | Reconocimientos |
| ---- | --------------------------------- | ------------ | ---------------- | --------------- |
| 2025 | Fabiane Valdivia Zambrana         | Santa Cruz   | Virreina         |                 |
| 2024 | Karina Landivar Gonzáles          | Santa Cruz   | Top 10           |                 |
| 2023 | Dayana Angélica Romero Montaño    | Tarija       |                  |                 |
| 2022 | Camila Banzer Pardo               | Santa Cruz   |                  |                 |
| 2020 | Valentina Pérez Medina            | Chuquisaca   |                  | Mejores Piernas |
| 2019 | Yesenia Barrientos Castro         | Santa Cruz   | Virreina         |                 |
| 2018 | Mariem Suarez Cuellar             | Litoral      |                  |                 |
| 2017 | Katherine Aysathu Añazgo Orozco   | Tarija       |                  |                 |
| 2016 | Claudia María Tavel Antelo        | Santa Cruz   |                  |                 |
| 2015 | Eloísa Gutiérrez Rendón           | Chuquisaca   |                  |                 |
| 2014 | María Alejandra Castillo          | Tarija       |                  |                 |
| 2013 | Adriana Rivera Benítez            | Tarija       |                  |                 |
| 2012 | Ximena Vargas Parada              | Santa Cruz   | Ganadora         |                 |
| 2011 | María Teresa Roca Córdova         | Beni         | Tercera Princesa |                 |
| 2010 | Flavia Fernanda Foianini Arzabe   | Santa Cruz   | Primera Princesa |                 |
| 2009 | Laura Denisse Olivera Rivarola    | Tarija       |                  |                 |
| 2008 | Jessica Anne Jordán Burton        | Beni         | Ganadora         |                 |
| 2007 | Angélica Catherine Barba Aldunate | Santa Cruz   |                  |                 |
| 2006 | Gretel María Stehli Parada        | Santa Cruz   |                  |                 |
| 2005 | Claudia Ettmüller Spinatto        | Santa Cruz   |                  |                 |
| 2004 | María Desiree Durán Morales       | Santa Cruz   |                  |                 |
| 2003 | Paola Clarisse Coimbra Antipieff  | Santa Cruz   |                  |                 |
| 2002 | Claudia Andrea Arano Antelo       | Santa Cruz   | Virreina         |                 |
| 2001 | Vanessa Chaín Sanginés Uriarte    | Santa Cruz   |                  |                 |
| 2000 | Karla Melgar Taberneros           | Santa Cruz   |                  |                 |
| 1998 | Verónica María Larrieu Velasco    | Santa Cruz   | Top 6 Finalista  |                 |
| 1997 | Helga Bauer Salas                 | Santa Cruz   |                  |                 |
| 1996 | Katherine Paola Nieto Góngora     | Santa Cruz   |                  |                 |
| 1995 | Mariel Gabriela Arce Taborga      | Santa Cruz   |                  |                 |
| 1994 | Andrea de Chazal Yureidini        | Santa Cruz   |                  |                 |
| 1993 | Liliana Ibáñez Quevedo            | Santa Cruz   |                  |                 |
| 1992 | Cinthya Rocío Alcocer Núñez       | Santa Cruz   |                  |                 |
| 1991 | Karen Goldie Núñez García         | Santa Cruz   |                  |                 |
| 1990 | Daniela Meyer                     | Santa Cruz   |                  |                 |
| 1989 | Julie Christy Ramos Alessandri    | Santa Cruz   |                  |                 |
| 1988 | Olga Mónica Arzabe Argandoña      | Santa Cruz   |                  |                 |
| 1987 | Sandra Testa Irahola              | Santa Cruz   |                  |                 |
| 1985 | Maria Dolly Guardia Pérez         | Santa Cruz   |                  |                 |
| 1979 | Raquel Roca Kuikunaga             | Santa Cruz   |                  |                 |
| 1972 | Lucy Estensoro Quintanilla        | Santa Cruz   |                  |                 |
| 1961 | Martha Ruth Fiorilo Guzmán        | Santa Cruz   | Virreina         |                 |

### Delegadas Miss Model of the World
Color Clave
- (Ganadora)
- (Top 5 -Finalista)
- (Semifinalistas)
- Los cuadros en blanco no clasificaron

| Año  | Miss Model of the World Bolivia | Departamento | Posición               | Reconocimientos           |
| ---- | ------------------------------- | ------------ | ---------------------- | ------------------------- |
| 2022 | Teresita Sánchez Áñez           | España       | Cuarta Finalista       |                           |
| 2019 | María José Hurtado Ferrufino    | Santa Cruz   |                        |                           |
| 2018 | Eliana Pamela Villegas Timm     | Cochabamba   | Top 15 - Semifinalista | Mejor Traje de Noche      |
| 2017 | Camila Alejandra Lepere Serrano | Santa Cruz   | Top 30 - Semifinalista |                           |
| 2016 | Rubiane Abdalla Colombo         | Santa Cruz   | Top 30 - Semifinalista | Mejor Traje Típico        |
| 2015 | Joyce Prado Ribera              | Litoral      |                        |                           |
| 2014 | Stephanie Galindo Gómez         | Santa Cruz   |                        |                           |
| 2013 | Mayra Alejandra Copas Sadud     | Santa Cruz   | Top 30 - Semifinalista | Mejor Traje Típico        |
| 2012 | María Trini Peña Montaño        | Santa Cruz   |                        |                           |
| 2011 | Yohana Paola Vaca Guzmán        | Santa Cruz   | Top 35 - Semifinalista |                           |
| 2010 | Yarely Smith Cuéllar Camacho    | Santa Cruz   |                        |                           |
| 2009 | Paula Andrea Peñarrieta Chaga   | Cochabamba   | Top 30 - Semifinalista |                           |
| 2008 | Vivian Vaca Villasboas          | Santa Cruz   | Top 30 - Semifinalista |                           |
| 2007 | Carla Adriana Saavedra Arroyo   | Santa Cruz   |                        |                           |
| 2006 | Ana María Ortiz Rodal           | Beni         | Segunda Finalista      |                           |
| 2005 | María Alejandra Arauz           | Santa Cruz   |                        |                           |
| 2004 | Jhasmine de la Cruz Yabeta      | Santa Cruz   | Top 26 - Semifinalista |                           |
| 2003 |                                 | Beni         |                        |                           |
| 2002 | D. Barbosa Diez                 | Beni         |                        |                           |
| 2000 | Fabiola Castro Pinto            | Santa Cruz   |                        |                           |
| 1999 | María Olivia Pinheiro Menacho   | Santa Cruz   |                        | Miss Fotográfica          |
| 1998 | María Cinthia Suárez            | Santa Cruz   |                        | El mejor en traje de baño |
| 1997 | Natalia Cronenbold Aguilera     | Santa Cruz   | Cuarta Finalista       |                           |
| 1996 | Yeny Vaca Paz                   | Santa Cruz   | Segunda Finalista      |                           |
| 1993 | Gisella Torrico                 | Santa Cruz   |                        |                           |
| 1992 | Giselle Greminger               | Santa Cruz   |                        |                           |
| 1988 | Patricia Coimbra                | Santa Cruz   |                        |                           |

### Delegadas Miss Turismo Internacional
| Año  | Candidata                       | Departamento | Ubicación en Miss Turismo | Reconocimientos                       |
| 2023 | Eimi Andrea Middagh Saucedo     | Santa Cruz   |                           | Mejor Traje Regional                  |
| 2022 | Fulvia Raphaela Flores Montaño  | Oruro        |                           |                                       |
| 2021 | Luz Elva Claros Gallardo        | Cochabamba   | 5th Runner Up             |                                       |
| 2019 | Ana María Pereira Rosas         | Chuquisaca   |                           |                                       |
| 2018 | Yoselin Yanine Melgar Ledezma   | Oruro        |                           |                                       |
| 2017 | María René Rivero Suárez        | Santa Cruz   |                           |                                       |
| 2016 | Diana Mariela Ascarrunz         | Beni         |                           |                                       |
| 2015 | Joyce Mariam Prado Ribera       | Litoral      | Top 12 Finalista          | Top 5 de Mejor Silueta                |
| 2014 | Nicole Priscilla Vargas Serrate | Cochabamba   | Top 20 finalistas         | Miss Retrato                          |
| 2013 | María Cristina Montes           | Litoral      |                           | Top 10 mejor vestida de traje de gala |
| 2012 | Sasha Rosario Medina            | Oruro        |                           |                                       |
| 2011 | Fabiana Beatriz Barrero         | Santa Cruz   |                           |                                       |
| 2010 | Silvia Maria Wende Morant       | Santa Cruz   | Top 20 Finalista          | Miss Glamour                          |
| 2009 | Ximena Vargas Parada            | Santa Cruz   |                           |                                       |
| 2008 | María Nuvia Montenegro Apuri    | Beni         |                           |                                       |
| 2006 | Angélica Olavarría Vaca         | Santa Cruz   |                           |                                       |
| 2005 | Pamela Justiniano Saucedo       | Santa Cruz   | Top 10 - Finalista        |                                       |
| 2004 | Montserrat Pol Prudencio        | Santa Cruz   |                           |                                       |
| 2003 | Carmen Muriel Cruz Claros       | Santa Cruz   |                           |                                       |
| 2002 | María Desiree Durán Morales     | Santa Cruz   | Top 10 - Finalista        |                                       |
| 2001 | Mireya Castedo Soliz            | Santa Cruz   |                           |                                       |

### Delegadas Miss Latinoamérica
Color Clave
- (Ganadora)
- (Finalista)->"Princesa"
- (Semifinalistas)
- Los cuadros en blanco no clasificaron

| Año  | Miss Bolivia Latinoamérica         | Departamento | Posición                 | Reconocimientos                     |
| ---- | ---------------------------------- | ------------ | ------------------------ | ----------------------------------- |
| 2022 | Katherine Paniagua Mendoza         | Santa Cruz   |                          |                                     |
| 2021 | Marieta Serrate Aguilera           | Santa Cruz   |                          |                                     |
| 2019 | Heidy Grisell Molina Ortuño        | Santa Cruz   |                          |                                     |
| 2018 | María Fernanda Subieta Berrios     | Potosí       |                          |                                     |
| 2017 | Giovanna de Jesús Salazar Quintana | La Paz       |                          | Segundo lugar en Mejor Traje Típico |
| 2016 | Cecilia Taboada Sanjines           | Oruro        |                          |                                     |
| 2015 | Marines Caballero Recabado         | Cochabamba   |                          |                                     |
| 2014 | Ibiss Sánchez Serrano              | Santa Cruz   |                          |                                     |
| 2013 | Nicole Pers Gumiel                 | La Paz       | Princesa Latinoamericana | Mejor Traje Típico                  |

### Delegadas Miss Atlántico Internacional
Color Clave
- (Ganadora)
- (Finalista)
- (Semifinalistas)
- Los cuadros en blanco no clasificaron

| Año  | Representante                    | Departamento | Posición | Reconocimientos                 |
| ---- | -------------------------------- | ------------ | -------- | ------------------------------- |
| 2018 | Kendra Daylin García Bustamante  | Cochabamba   | Virreina | Mejor Traje de Gala             |
| 2017 | Yesenia Barrientos Castro        | Santa Cruz   | Ganadora | Mejor Pasarela y Miss Elegancia |
| 2013 | Silvana Gentili Suárez           | Santa Cruz   |          |                                 |
| 2012 | María Alejandra Castillo         | Tarija       |          |                                 |
| 2011 | Alejandra Panozo Muguertegui     | Cochabamba   |          |                                 |
| 2010 | Cecilia Toro Flores              | La Paz       |          |                                 |
| 2009 | Yessenia Yamile Ruiz Suárez      | Santa Cruz   |          |                                 |
| 2008 | Daniela Michelle Núñez del Prado | Santa Cruz   |          |                                 |
| 2007 | Nathaly Edgley Winter            | Santa Cruz   |          |                                 |
| 2006 | Carla Lorena Rocabado Monjes     | Santa Cruz   |          |                                 |
| 2005 | María Nuvia Montenegro Apuri     | Beni         |          |                                 |
| 2004 | Gabriela Oviedo Serrate          | Santa Cruz   |          |                                 |
| 2003 | Alejandra Montero Chávez         | Beni         |          |                                 |
| 2002 | Yara Aguirre Parada              | Santa Cruz   |          |                                 |
| 2001 | Vanessa Chaín Sanginés Uriarte   | Santa Cruz   |          |                                 |
| 2000 | Pamela Miglino                   | Santa Cruz   |          |                                 |
| 1998 | Claudia Etmüller Spinatto        | Santa Cruz   |          |                                 |

### DelegadasMiss América Latina
Color Clave
- (Ganadora)
- (Finalista)
- (Semifinalistas)
- Los cuadros en blanco no clasificaron
- Bolivia no tuvo representante en dicho concurso en 1988,1992, 1995, 1997, 2005 y 2013[13]

| Año  | Miss América Latina Bolivia      | Departamento        | Posición                | Reconocimientos          |
| ---- | -------------------------------- | ------------------- | ----------------------- | ------------------------ |
| 2023 | Veronica Velasco                 | Santa Cruz          |                         |                          |
| 2022 | María Fernanda Melgar Justiniano | Beni                |                         |                          |
| 2019 | Daniela Andrea Garcés Monasterio | Santa Cruz          |                         |                          |
| 2018 | Vivian Chávez                    | Santa Cruz          |                         |                          |
| 2015 | María Cristina Ayarde Tolaba     | Tarija              |                         |                          |
| 2014 | Giomara Filipovich Zárate        | Santa Cruz          |                         | Reina de América del Sur |
| 2013 | Bolivia No Compitió              | Bolivia No Compitió | Bolivia No Compitió     | Bolivia No Compitió      |
| 2012 | Melissa Anahí Landivar Peña      | Santa Cruz          |                         |                          |
| 2011 | Andrea Barrancos Roca            | Santa Cruz          | Top 15 - Semifinalistas |                          |
| 2010 | Paola Andrea Araúz               | Santa Cruz          |                         |                          |
| 2009 | Herly Katherine Vaca Mercado     | Santa Cruz          |                         | Mejor Traje Típico       |
| 2008 | Yohana Paola Vaca Guzmán         | Santa Cruz          |                         | Mejor Traje Típico       |
| 2006 | Mariela Flores Salazar           | Santa Cruz          |                         | Reina de América del Sur |
| 2005 | Bolivia No Compitió              | Bolivia No Compitió | Bolivia No Compitió     | Bolivia No Compitió      |
| 2004 | Karin Rocha Ribera               | Santa Cruz          |                         |                          |
| 2003 | Salima Cassis Ruiz               | Santa Cruz          |                         |                          |
| 2002 | Sharon Allison Davies Rojas      | Santa Cruz          |                         |                          |
| 2001 | Carlicia Pereira Vargas          | Santa Cruz          |                         |                          |
| 2000 | Iriss Fabiola Rivero Castilo     | Santa Cruz          | Segunda Finalista       |                          |
| 1999 | Ghelvin Rosario Rivero           | Santa Cruz          |                         |                          |
| 1998 | Susana Barrientos Roig           | Santa Cruz          |                         |                          |
| 1997 | Bolivia No Compitió              | Bolivia No Compitió | Bolivia No Compitió     | Bolivia No Compitió      |
| 1996 | Sonia Velasco                    | Santa Cruz          | Top 7 - Finalista       |                          |
| 1995 | Bolivia No Compitió              | Bolivia No Compitió | Bolivia No Compitió     | Bolivia No Compitió      |
| 1994 | Carla Patricio Morón Peña        | Santa Cruz          | Cuarta Finalista        |                          |
| 1993 | Ana Karina Saucedo Jordán        | Santa Cruz          |                         |                          |
| 1992 | Bolivia No Compitió              | Bolivia No Compitió | Bolivia No Compitió     | Bolivia No Compitió      |
| 1991 | Mariela Menacho                  | Santa Cruz          | Cuarta Finalista        |                          |
| 1990 | Cecilia Mariela Daza Cobarrubias | Santa Cruz          |                         |                          |
| 1989 | Bárbara D'Amato                  | Santa Cruz          | Top 10 - Finalistas     |                          |
| 1987 | María Evelyn Roda                | Santa Cruz          | Cuarta Finalista        |                          |
| 1986 | Sandra Wehfritz                  | Santa Cruz          | Top 10 - Finalistas     |                          |
| 1985 | Claudia Seng Pinto               | Santa Cruz          |                         |                          |
| 1984 | Sandra Ximena Aliaga Czerniewicz | Santa Cruz          | Cuarta Finalista        |                          |
| 1983 | Ximena Barragán                  | Santa Cruz          |                         |                          |

### Delegadas Miss Teen Mundial
By: Francisco Cortez
Color Clave
- (Ganadora)
- (Finalista)
- (Semifinalistas)
- Los cuadros en blanco no clasificaron

| Año  | Miss Teen Bolivia       | Departamento | Posición | Reconocimientos |
| ---- | ----------------------- | ------------ | -------- | --------------- |
| 2022 | Jhennifer Dávalos Sandi | Chuquisaca   |          |                 |
| 2021 | Cecilia Hoss Rendón     | Chuquisaca   |          |                 |
| 2018 | Rebecca Suarez          | Santa Cruz   |          |                 |
| 2016 | María Belén Rea Daza    | Beni         |          |                 |

### Delegadas Miss Teen Américas
By: Francisco Cortez
Color Clave
-      (Ganadora)
-      (Finalista)
-      (Semifinalistas)
- Los cuadros en blanco no clasificaron

| Año  | Miss Teen Bolivia               | Departamento | Posición | Reconocimientos    |
| ---- | ------------------------------- | ------------ | -------- | ------------------ |
| 2023 | Mariel Ortega Mercado           | La Paz       |          |                    |
| 2021 | Nayra Fernanda Rodríguez Mamani | Cochabamba   |          |                    |
| 2016 | María Belén Rea Daza            | Santa Cruz   |          |                    |
| 2015 | Fátima Colautti                 | Santa Cruz   |          |                    |
| 2014 | Ana Cecilia Vásquez             | Beni         |          |                    |
| 2013 | Ericka Lucero Yaksic Villarroel | Oruro        |          | Mejor Traje Típico |
| 2012 | Joselyn Toro Leigue             | Santa Cruz   |          |                    |
| 2011 | Paloma Chaves                   | Santa Cruz   |          | Miss Fotogénica    |
| 2007 | Cynthia Chávez                  | Santa Cruz   |          |                    |

### DelegadasTop Model of the World
Color Clave
- (Ganadora)
- (Finalista)
- (Semifinalistas)
- Los cuadros en blanco no clasificaron
- A partir del 2013, 2014 y 2015, Bolivia no participó en dicho concurso.

| Año  | Top Model of the World Bolivia   | Departamento | Posición            | Reconocimientos         |
| ---- | -------------------------------- | ------------ | ------------------- | ----------------------- |
| 2012 | Nayeli Quiroga                   | Cochabamba   | Top 15 - finalistas |                         |
| 2011 | Alejandra Panozo Muguertegui     | Cochabamba   |                     | Miss Amistad y Simpatía |
| 2010 | Diana Ascarrunz Melgar           | Chuquisaca   |                     |                         |
| 2009 | Daniela Michelle Núñez del Prado | Santa Cruz   | Top 15 - Finalistas |                         |
| 2004 | Andrea Aliaga                    | Santa Cruz   | Top 15 - Finalistas |                         |
| 2003 | Loana Daher Antelo               | Santa Cruz   | Top 13 - Finalistas | Miss Amistad y Simpatía |
| 2002 | Carla Gabriela Ferrufino Vargas  | Santa Cruz   |                     |                         |
| 2001 | Jessica Anne Jordan Burton       | Beni         | Top 12 Finalista    | Miss Amistad y Simpatía |
| 2000 | Mireya Castedo Soliz             | Santa Cruz   |                     |                         |
| 1999 | Maria del Pilar Ávila Barrientos | Santa Cruz   |                     |                         |
| 1998 | Julieta Pereyra Bascopé          | Santa Cruz   |                     |                         |

### Delegadas Miss Globe International
Color Clave
- (Ganadora)
- (Finalista)
- (Semifinalistas)
- Los cuadros en blanco no clasificaron

| Año  | Miss Global Internacional Bolivia | Departamento | Posición         | Reconocimientos    |
| ---- | --------------------------------- | ------------ | ---------------- | ------------------ |
| 2014 | Vivian Susana Serrano Llanos      | Santa Cruz   | Cuarta Finalista | Mejor Traje Típico |

### Delegadas Miss Nexus Universe
Color Clave
- (Ganadora)
- (Finalista)
- (Semifinalistas)
- Los cuadros en blanco no clasificaron

| Año  | Miss Bolivia Nexus Universe | Departamento | Posición                 | Reconocimientos               |
| ---- | --------------------------- | ------------ | ------------------------ | ----------------------------- |
| 2014 | Talia Vargas                | Santa Cruz   | Miss Nexus Universe 2014 | Mejor Sonrisa                 |
| 2013 | Norah Balcázar Rodríguez    | Beni         | Primera Finalista        | Mejor Sonrisa y Mejor Silueta |

### Delegadas Miss Piel Dorada Internacional
Color Clave
- (Ganadora)
- (Virreina)
- (Finalistas)

| Año  | Miss Piel Dorada Bolivia     | Departamento | Resultado         | Reconocimientos    |
| ---- | ---------------------------- | ------------ | ----------------- | ------------------ |
| 2022 | Belén Karageorge Rousseau    | Santa Cruz   |                   | Mejor Cuerpo       |
| 2017 | Vianka Ruiz Añez             | Santa Cruz   | Cuarta Finalista  |                    |
| 2016 | Sarah Nohelia Terán Antezana | Santa Cruz   |                   |                    |
| 2015 | Andrea Forfori Aguilera      | Santa Cruz   | Virreina          | Mejor Traje Típico |
| 2014 | Eva Humerez                  | Pando        | Segunda Finalista |                    |

### Delegadas Miss Teenager World
Color Clave
- (Ganadora)
- (Otras Coronas)
- (Finalistas)

| Año  | Candidata             | Departamento | Resultado                      | Reconocimientos                          |
| ---- | --------------------- | ------------ | ------------------------------ | ---------------------------------------- |
| 2015 | Laryssa Burgos        | Santa Cruz   | Miss Teenager Intercontinental | Miss Celestial                           |
| 2014 | Fabiola Ortiz         | Montero      | Miss Teenager International    | Miss Sonrisa y Miss Figura Internacional |
| 2011 | Karen Daniela Canales | La Paz       |                                |                                          |

Color Clave
-      Ganadoras
-      (Finalistas, Top 5 u otras coronas segundo lugar)
-      (Top Semi-finalistas)
- Los cuadros en blanco no clasificaron

| BOLIVIA EN ----> MISS EXQUICITE FACE OF THE UNIVERSE |                                        |              |                                  |                                                    |
| Año                                                  | Candidata                              | Departamento | Posición                         | Reconocimientos                                    |
| 2013                                                 | Anahí Orías Morató                     | Chuquisaca   | Exquisite face of Sudamérica     | Mejor Traje Típico                                 |
| 2008                                                 | Sandra Hernández                       | Cochabamba   | Tercera Finalista Mundial        |                                                    |
| BOLIVIA EN ----> MISS PROGRESS INTERNACIONAL         |                                        |              |                                  |                                                    |
| Año                                                  | Candidata                              | Departamento | Resultado                        | Reconocimientos                                    |
| 2014                                                 | Arantza Barba                          | Santa Cruz   | Miss Progress International 2014 | Mejor Traje Típico y Mejor Proyecto Medioambiental |
| BOLIVIA EN ----> MISS NEW MODEL INTERNACIONAL        |                                        |              |                                  |                                                    |
| Año                                                  | Miss New Model Bolivia                 | Departamento | Resultado                        | Reconocimientos                                    |
| 2014                                                 | Ericka Melgar                          | Santa Cruz   |                                  |                                                    |
| 2013                                                 | Arantza Barba                          | Santa Cruz   | Miss New Model Universal 2013    | Mejor Traje Típico, Miss Fotogénica y Miss Carisma |
| BOLIVIA EN ----> MISS CARAIBIS HIBISCUS              |                                        |              |                                  |                                                    |
| Año                                                  | Miss Caraïbes Hibiscus Bolivia         | Departamento | Posición                         | Reconocimientos                                    |
| 2013                                                 | Luciana Arancibia Arteaga              | España       | Top 10 - Finalistas              | Miss Elegancia                                     |
| 2012                                                 | Pamela Justiniano Salcedo              | Santa Cruz   | Top 10 - Finalistas              |                                                    |
| 2011                                                 | Olivia Pinheiro Menacho                | Santa Cruz   | Miss Caraïbes Hibiscus           |                                                    |
| 2010                                                 | María Beatriz Olmos Balcázar           | Santa Cruz   | Top 10 - Finalistas              |                                                    |
| Bolivia No Compitió 2006, 2007, 2008, 2009           |                                        |              |                                  |                                                    |
| 2005                                                 | María Desiree Durán Morales            | Santa Cruz   |                                  |                                                    |
| 2004                                                 | Paola Andrea Abudinen Richter          | Santa Cruz   |                                  |                                                    |
| 2003                                                 | Viviana Arismendy Roca                 | Santa Cruz   |                                  |                                                    |
| 2002                                                 | Carmen Muriel Cruz Claros              | Santa Cruz   | Segunda Finalista                |                                                    |
| 2001                                                 | Ingrid Köhlberg Castellanos            | Santa Cruz   |                                  |                                                    |
| 2000                                                 | Eunice Camila Pacheco Montenegro       | Santa Cruz   |                                  |                                                    |
| BOLIVIA EN ----> MISS TURISMO MUNDO                  |                                        |              |                                  |                                                    |
| AÑO                                                  | SEÑORITA                               | DEPARTAMENTO | RESULTADOS                       | OTROS RECONOCIMIENTOS                              |
| 2019                                                 | Carla Maldonado Simoni                 | Santa Cruz   |                                  | Miss Amistad                                       |
| 2014                                                 | Pamela Claros Maldonado                | Cochabamba   |                                  |                                                    |
| 2013                                                 | Luciana Arancibia Aeteaga              | España       |                                  |                                                    |
| 2012                                                 | Noemi Dominique Rosa Peltier de Liotta | Cochabamba   | TOP 10 - FINALISTA               | Miss Fotogénica                                    |
| 2007                                                 | Ericka Káiser Pedriel                  | Beni         |                                  |                                                    |
| BOLIVIA EN ----> REINADO MUNDIAL DE LA PIÑA          |                                        |              |                                  |                                                    |
| AÑO                                                  | SEÑORITA                               | DEPARTAMENTO | RESULTADOS                       | OTROS RECONOCIMIENTOS                              |
| 2016                                                 | Kreshely Balcazar Arias                | Beni         | Virreina Mundial de la Piña 2016 | Mejor Traje Típico                                 |
| 2015                                                 | Laura Paola Parada Flores              | Santa Cruz   | Virreina Mundial de la Piña 2015 | Mejor Traje Típico                                 |
| 2013                                                 | Pamela Claros Maldonado                | Cochabamba   |                                  |                                                    |
| 2012                                                 | Paola Sánchez                          | La Paz       | Reina Mundial de la Piña 2012    | Mejor Traje de Fantasía                            |
| 2011                                                 | Eliana Jiménez                         | Santa Cruz   |                                  |                                                    |
| 2010                                                 | Noelia Toledo                          | Santa Cruz   | Primera Princesa                 | Mejor Traje Típico                                 |
| BOLIVIA EN ----> MISS QUEEN WORLD                    |                                        |              |                                  |                                                    |
| AÑO                                                  | SEÑORITA                               | DEPARTAMENTO | RESULTADOS                       | OTROS RECONOCIMIENTOS                              |
| 2013                                                 | Nicol León                             | Santa Cruz   | Miss Queen World 2013            | Mejor Traje Típico                                 |
| BOLIVIA EN -_--> MISS TURISMO DE LAS AMERICAS        |                                        |              |                                  |                                                    |
| AÑO                                                  | SEÑORITA                               | DEPARTAMENTO | RESULTADOS                       | OTROS RECONOCIMIENTOS                              |
| 2012                                                 | Joya Kalam                             | La Paz       | Miss Turismo de las Américas     | Miss Simpatía                                      |
| BOLIVIA EN ----> MISS PLANET WORLD AND UNIVERSE      |                                        |              |                                  |                                                    |
| AÑO                                                  | SEÑORITA                               | DEPARTAMENTO | RESULTADOS                       | OTROS RECONOCIMIENTOS                              |
| 2014                                                 | Lizzie jaldin                          | Santa Cruz   | Miss Planet Word 2014            |                                                    |
| 2013                                                 | Karen Canales                          | La Paz       | Miss Planet Universe 2015        |                                                    |
| BOLIVIA EN ----> MISS BEAUTY WORLD                   |                                        |              |                                  |                                                    |
| AÑO                                                  | SEÑORITA                               | SEÑORITA     | RESULTADOS                       | OTROS RECONOCIMIENTOS                              |
| 2013                                                 | Geraldine Mercado Tomianovic           | Chuquisaca   | Ganadora                         | Mejor Sonrisa y segundo lugar en Traje Típico      |
| 2011                                                 | Suely Nashira Rico Rivas               | Cochabamba   | Primera Finalista                |                                                    |